# Déportation des Coréens en Union soviétique
Vous pouvez aider à l'améliorer ou bien discuter des problèmes sur sa page de discussion.
- Son texte doit être wikifié : il ne correspond pas à la mise en forme Wikipédia (style, typographie, liens internes, liens entre les wikis, etc.). (Marqué depuis octobre 2024)
- La traduction doit être revue. Le contenu est difficilement compréhensible à cause d’erreurs de traduction, peut-être dues à l’utilisation d’un logiciel de traduction automatique. (Marqué depuis octobre 2024)

La déportation des Coréens en Union soviétique ( russe : Депортация корейцев в СССР ; coréen : 고려인의 강제 이주) par le NKVD a eu lieu en 1937, sur ordre du dirigeant soviétique Joseph Staline et du président du Conseil des commissaires du peuple de l'Union soviétique Viatcheslav Molotov. Près de 172 000 Coréens soviétiques (Koryo-saram ou Koryoin) ont été transférés de force de l'Extrême-Orient russe vers des zones inhabitées de la RSS du Kazakhstan et de la RSS d'Ouzbékistan.
Cent vingt-quatre trains ont été utilisés pour les réinstaller à 6 400 km de leur région d'origine, en Asie centrale. La raison était d'endiguer « l'infiltration de l'espionnage japonais dans le krai d'Extrême-Orient », car les Coréens étaient à l'époque sujets de l'empire du Japon, rival de l'Union soviétique. Ces déportations sont cependant regardées par certains historiens comme une partie de la politique de « nettoyage des frontières » de Staline. Les estimations basées sur les statistiques démographiques suggèrent qu'entre 16 500 et 50 000 Coréens déportés sont morts de faim, de difficultés d'adaptation à leur nouvel environnement en exil ou pour d'autres raisons.
Nikita Khrouchtchev a entrepris un processus de déstalinisation après être devenu Premier secrétaire du Comité central du Parti communiste de l'Union soviétique en 1953. Les déportations ethniques de Staline ont été condamnées mais il n'a pas mentionné les Coréens soviétiques parmi les nationalités exilées. Les Coréens exilés sont restés en Asie centrale et se sont intégrés dans les sociétés kazakhe et ouzbèke, mais les nouvelles générations ont progressivement perdu leur culture et leur langue.
Cet épisode a constitué un exemple pour les déportations ethniques de nationalités entières par les autorités soviétiques qui a été répété plus tard lors de transferts de population en Union soviétique, pendant et après la Seconde Guerre mondiale, de millions de personnes appartenant à d'autres groupes ethniques. Les historiens et les universitaires modernes considèrent cette déportation comme un exemple de politique raciste en URSS,, et de nettoyage ethnique, caractéristique du stalinisme, ainsi que comme un crime contre l'humanité.

## Contexte
Au début des années 1860, survient une vague d'émigration du royaume Joseon de Corée vers le kraï du Primorié voisin (cédé à la Russie par la Chine lors de l'annexion de l'Amour ). Dans les années 1880, 5 300 Coréens, répartis dans 761 familles, vivaient dans 28 villages cosaques. Selon les termes d'un traité russo-coréen le 25 juin 1884, tous les Coréens vivant en Extrême-Orient jusqu'à cette date ont obtenu la citoyenneté et des terres dans l'Empire russe, mais tous ceux qui devaient arriver après 1884 n'étaient pas autorisés à rester plus de deux ans. La migration vers la Russie n'a pas cessé pendant la révolution bolchevique de 1917 ; après 1917, de nombreux Coréens ont fui l’occupation japonaise de la Corée et se sont principalement installés dans les districts de Posyet, Suchan et Suyfun. Les migrants coréens qui s'étaient installés en Russie se désignaient eux-mêmes sous le nom de Koryo Saram. Dans les années 1920, plus de 100 000 Coréens vivaient dans le kraï du Primorie. La rentabilité de la location de terres aux Coréens a mené les paysans russes a encourager la migration. À cette époque, 45 000 Coréens (30 %) ont obtenu la citoyenneté mais en 1922, 83,4 % de tous les ménages coréens soviétiques étaient sans terre.
L'Union soviétique a annexé la république d'Extrême-Orient le 22 novembre 1922 et a revendiqué comme citoyens toute la population de ce pays, y compris les Coréens qui y résidaient. Avec l’instauration du régime soviétique, les circonstances ont commencé à changer. Afin de décourager toute nouvelle immigration, 700 à 800 Coréens furent déportés d'Okhotsk vers l'empire du Japon en 1925. La même année, les responsables soviétiques rejetèrent un projet de république socialiste soviétique autonome de Corée qui aurait donné l'autonomie aux Coréens. Le recensement soviétique de 1926 a dénombré 169 000 Coréens, 77 000 Chinois et 1 000 Japonais dans la région de l'Extrême-Orient. Au cours des campagnes de collectivisation et de dékoulakisation des années 1930, davantage de Coréens furent déportés de l'Extrême-Orient soviétique.
En raison de sentiments persistants issus de la guerre russo-japonaise et du mépris contemporain pour le Japon impérialiste, la suspicion et l'obsession envers les Coréens soviétiques a augmenté parmi les responsables soviétiques. Il existait une crainte que ces Coréens puissent être restés des sujets loyaux de l'empire du Japon et être utilisés par celui-ci à des fins d'espionnage ou de « propagande contre-révolutionnaire ». Le Japon aurait pu aussi prétexter de la présence croissante de Coréens en URSS pour justifier l’expansion des frontières de la Corée.
La violence anti-coréenne et anti-chinoise s'est intensifiée dans l'Extrême-Orient soviétique entre 1928 et 1932, et 50 000 émigrants coréens ont été forçés de fuir vers la Mandchourie et la Corée,. Un décret soviétique adopté le 13 avril 1928 stipula que les Coréens devaient être éloignés de la frontière soviéto-coréenne vulnérable de Vladivostok vers l'oblast de Khabarovsk, et que des Slaves, principalement des soldats démobilisés de l'Armée rouge, devaient être installés à leur place. Un plan officiel prévoyait de réinstaller 88 000 Coréens sans citoyenneté au nord de Khabarovsk, à l'exception de ceux qui « avaient prouvé leur loyauté et leur dévouement complets au pouvoir soviétique ».

## Résolution n° 1428-326cc: Planification de la relocalisation forcée
Le 17 juillet 1937, le Comité exécutif central de l'Union soviétique a publié une résolution déclarant toutes les frontières « zones de défense spéciales », et plusieurs minorités ethniques dans ces zones frontalières ont été considérées comme des menaces pour la sécurité soviétique, notamment les Allemands, les Polonais et les Coréens. Les Coréens ont été accusés par le journal soviétique Pravda d'être des agents du Japon, tandis que le gouvernement soviétique fermait les frontières et lançait un « nettoyage de la zone frontalière ».
Le Conseil des commissaires du peuple de l'Union soviétique adopta le décret no 1428-326сс le 21 août 1937. Ce décret ordonnait la déportation des Coréens soviétiques d'Extrême-Orient et déterminait que le processus devait être achevé avant le 1er janvier 1938. Il a été signé par le président du Conseil des commissaires du peuple de l'Union soviétique Viatcheslav Molotov et le secrétaire du Comité central Joseph Staline. Le décret stipulait :
« Le Conseil des commissaires du peuple et le CC du PCV (b) ordonnent par la présente : Pour empêcher la pénétration de l'espionnage japonais dans la région de l'Extrême-Orient, d'entreprendre les actions suivantes :

1. expulser toute la population coréenne des régions frontalières de l'Extrême-Orient... et la déplacer vers le sud — région du Kazakhstan, zones proches de la mer d'Aral, RSS d'Ouzbékistan
2. la déportation commencera immédiatement et se terminera le 1er janvier 1938
3. permettre aux Coréens soumis à la relocalisation de prendre des biens meubles et du bétail
4. compenser le coût des biens meubles et immeubles et des récoltes abandonnés
5. augmenter les troupes frontalières de trois mille soldats pour sécuriser la frontière dans la région de relocalisation coréenne

 »
La résolution 1428-326cc a été justifiée par l'objectif de « prévenir l'infiltration d'espions japonais en Extrême-Orient », sans chercher à déterminer comment distinguer ceux qui étaient des espions de ceux qui étaient fidèles à l'État car Staline considérait de nombreuses minorités soviétiques comme une possible cinquième colonne. Le 29 août 1937, tous les gardes-frontières coréens furent rappelés. Le 5 septembre 1937, 12 millions de roubles furent envoyés d'urgence au Comité exécutif d'Extrême-Orient pour les aider à mettre en œuvre cette opération.

## Déportation

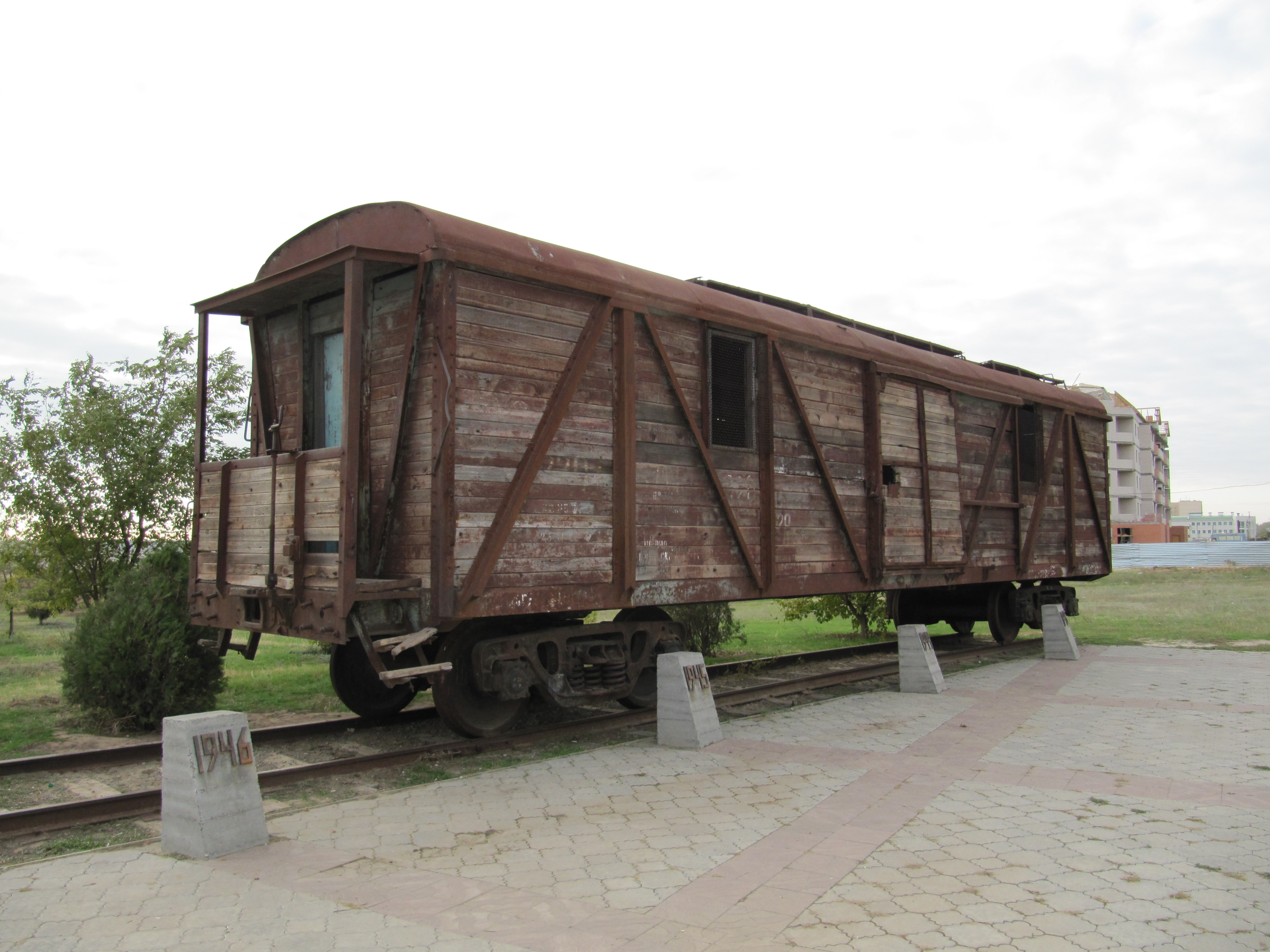
Wagon de train utilisé pour les déportations soviétiques.

Alors qu'il avait été publié en août, les fonctionnaires soviétiques ont retardé de 20 jours la mise en œuvre du décret afin d'attendre que les Coréens aient terminé les récoltes. Le 1er septembre 1937, un premier groupe composé de 11 807 Coréens fut déporté. Ils devaient laisser leurs biens mobiliers derrière eux et recevoir des « reçus de change », mais ceux-ci étaient bâclés et remplis de telle manière qu'ils n'étaient pas considérés comme des documents juridiques contraignants. Cinq roubles pour chaque jour de voyage ont été facturés aux Coréens déportés par les autorités soviétiques. Les Coréens qui n'ont pas résisté à la réinstallation ont reçu 370 
roubles. La police secrète soviétique, le NKVD, allait de maison en maison, frappait aux portes et informait les personnes à l'intérieur qu'elles devaient rassembler tous leurs biens, leurs documents personnels et toute la nourriture qu'elles pouvaient trouver chez elles en moins d'une demi-heure et les suivre. Ils n’ont pas été informés au préalable de leur destination.
À la fin du mois de septembre, 74 500 Coréens avaient été expulsés de Spassk, Posyet, Grodekovo, Birobidzhan et d'autres régions. Au cours de la deuxième phase de la déportation, à partir du 27 septembre 1937, les autorités soviétiques ont élargi leurs recherches pour inclure les Coréens de Vladivostok, de la république socialiste soviétique autonome de Bouriatie, de l'oblast de Tchita et du kraï de Khabarovsk. Les déportés furent transportés par chemin de fer au moyen de 124 trains. Sept mille Chinois soviétiques ont également été déportés avec les Coréens soviétiques au cours de cette opération. Dans le cas de mariages mixtes, si le mari était coréen, toute la famille était sujette à la déportation. La famille était exemptée seulement si le mari n’était pas coréen et la femme était coréenne. Les officiers du NKVD ont été autorisés à séjourner dans les maisons abandonnées des Coréens. Cinq à six familles (25 à 30 personnes) étaient réparties dans chaque compartiment d’un train de marchandises. Leur voyage a duré entre 30 et 40 jours. Les conditions sanitaires à l’intérieur de ces trains étaient de mauvaise qualité. Les Coréens déportés devaient manger, cuisiner, dormir et déféquer à l'intérieur de ces wagons.
Le dirigeant du NKVD Nikolaï Yezhov a indiqué dans une correspondance datée du 25 octobre 1937, que la déportation était complète, ayant évacué 36 442 familles coréennes. Les seuls Coréens restants, 700 colons du Kamtchatka et d'Okhotsk, devaient être déportés avant le 1er novembre 1937. La correspondance révèle également que 2 500 Coréens ont été arrêtés au cours de cette opération, ils ont probablement tous été abattus parce qu'ils protestaient contre leur déménagement de chez eux.
Un total de 171 781 personnes ont été déportées. [34] Elles ont fait un voyage de 6 400 km en train vers les colonies spéciales de la RSS du Kazakhstan et d'Ouzbékistan. Au moins 500 Coréens sont morts en raison directe de ce transfert. Les cadavres des déportés morts de faim étaient abandonnés dans l'une des nombreuses gares. Les Coréens ont été dispersés dans 44 régions au lieu des sept initialement prévues. 37 321 personnes ont été envoyées dans la région de Tachkent ; 9 147 dans la région de Samarkand ; 8 214 dans la région de Fergana ; 5 799 dans la région de Khwarazm ; 972 dans la région de Namangan, etc. Au total, 18 300 ménages coréens ont été déportés vers la RSS d'Ouzbékistan et 20 141 ménages vers la RSS du Kazakhstan. Certains ont été réinstallés une deuxième fois, comme ce fut le cas de 570 familles coréennes qui ont été expulsées de la RSS du Kazakhstan vers le district d'Astrakhan pour trouver du travail dans l'industrie de la pêche. Au final, environ 100 000 Coréens ont été envoyés en RSS du Kazakhstan et plus de 70 000 en RSS d’Ouzbékistan.
En 1940, un certain nombre de Coréens furent réinstallés, cette fois de la région de Mourmansk vers le kraï de l'Altaï. Un décret signé par le chef de la police secrète soviétique Lavrentiy Beria ordonnait l'expulsion des régions frontalières de 675 familles comprenant 1 743 personnes, dont des Allemands, des Polonais, des Chinois et des Coréens. Le 10 janvier 1943, une résolution du Comité de défense de l'État stipulait que 8 000 Coréens devaient être démobilisés de l'Armée rouge et envoyés dans des bataillons de travail avec d'autres Coréens en Asie centrale. Les déportations sporadiques de Coréens restants se sont poursuivies jusqu'en 1946.
Des districts entiers de la région d’Extrême-Orient ont été laissés à l'abandon. Les officiers de l'Armée rouge ont récupéré les meilleurs bâtiments abandonnés. Seulement 3 700 familles s'y étaient cependant installées en 1939 alors que le gouvernement soviétique avait prévu d'en installer 17 100 à leur place.

## Expérience en exil

### Arrivée et répartition dans les kolkhozes

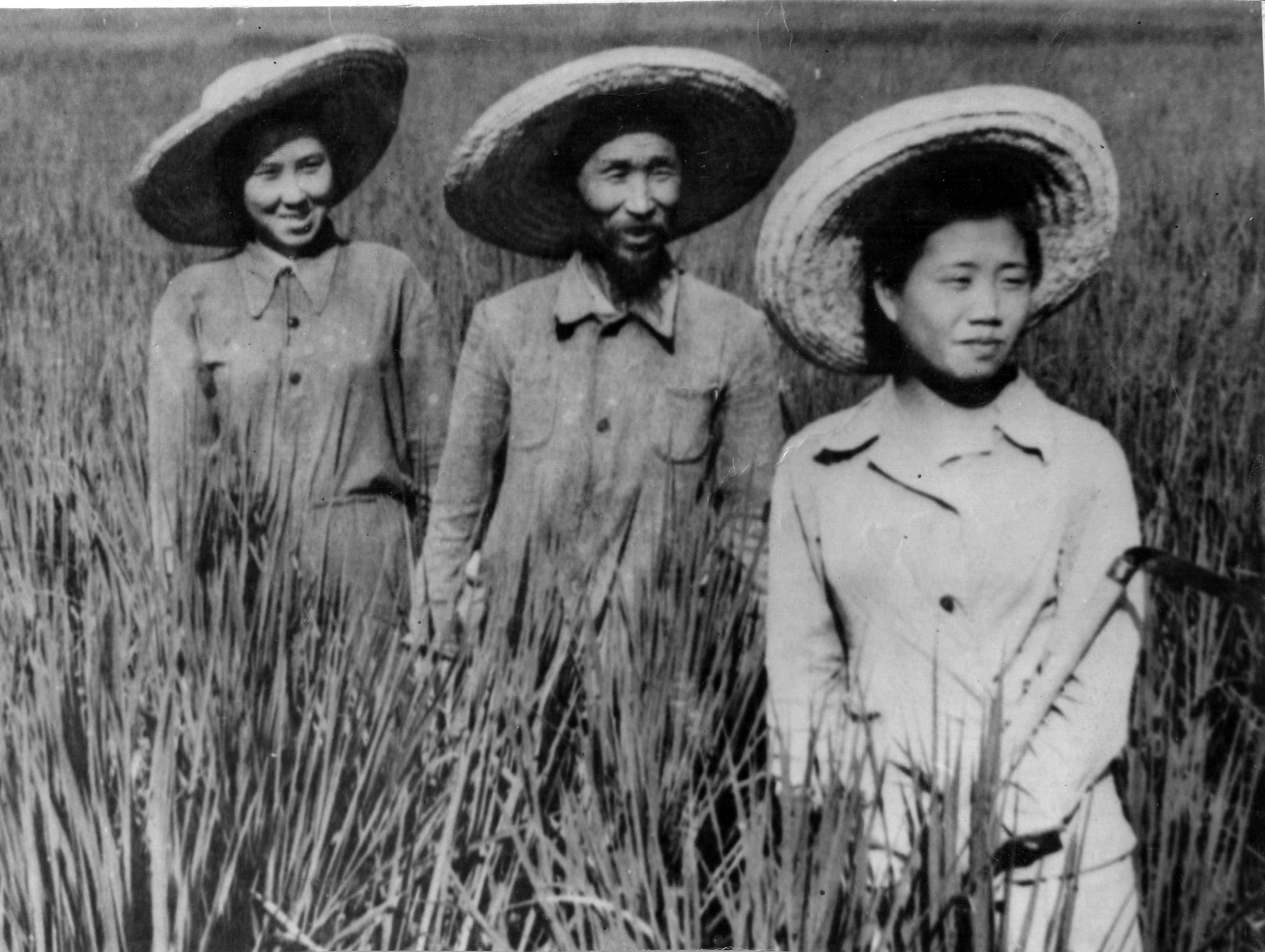
Coréens déportés de l'Extrême-Orient soviétique dans une ferme collective de la RSS d'Ouzbékistan (1937).

Les déportés étaient autorisés à emporter du bétail avec eux et recevaient une compensation (en moyenne 6 000 roubles par famille) pour les biens abandonnés. À leur arrivée à destination, certains déportés étaient envoyés dans des casernes sous la surveillance permanente de gardes armés. Le gouvernement soviétique a souvent fait preuve de négligence à l’égard de ce processus de réinstallation. Dans un cas, 4 000 Coréens sont arrivés en train à Kostanaï le 31 décembre 1937. En raison des températures hivernales, ils ont passé près d'une semaine à l'intérieur du wagon de passagers « sans qu'il n'y ait le moindre signe d'activité de la part des autorités locales ». Les gens ont été dispersés dans tous les bâtiments à leur disposition, y compris des hôpitaux abandonnés, des prisons et des entrepôts.
En octobre 1938, 18 649 ménages coréens formèrent leurs propres 59 kolkhozes tandis que 3 945 rejoignirent les 205 kolkhozes déjà établis dans ces zones. Certains ont averti par lettre les président des kolkhozes de la famine ou du manque d'eau potabl,. Ils ont également été confrontés à une pénurie de médicaments et même d’emplois. Beaucoup ont survécu grâce à la gentillesse des habitants kazakhs ou ouzbeks qui ont partagé de la nourriture avec eux ou leur ont donné un abri, même s'ils avaient eux-mêmes des ressources limitées.
Les colons des fermes collectives étaient chargés de la production de riz, de légumes, de la pêche et du coton. Le gouvernement soviétique n’a pas réussi à préparer le terrain un tel l’afflux de personnes réinstallées, certaines zones manquant de matériaux pour la construction de nouvelles maisons ou d’écoles. Dans la région de Tachkent, seules 1 800 sur les 4 151 maisons de deux appartements prévues pour les déportés, furent achevées à la fin de 1938. Beaucoup de déportés ont donc été obligés de s'installer dans des casernes, des maisons en terre et d'autres endroits improvisés. Les problèmes supplémentaires étaient les impôts élevés imposés aux Coréens et le pillage des matériaux destinés à la construction de leurs maisons. Certains déportés vivaient dans des maisons faites de paille et de boue.

### Nombre de morts
Beaucoup sont morts de faim, de maladie et de froid au cours des premières années en Asie centrale. Le typhus et le paludisme ont également été des causes de décès. Les estimations basées sur les statistiques démographiques suggèrent que le nombre total de Coréens déportés morts en exil se situe entre 16 500 et 28 200 au minimum, et jusqu'à 40 000 à 50 000 personnes, avec un taux de mortalité allant de 10 % pour les estimations les plus basses à 25 % pour les estimations les plus élevées.

### Intégration
Le NKVD et le Conseil des commissaires du peuple étaient en désaccord sur le statut des Coréens déportés. Au sens formel, ils n'étaient pas considérés comme des colons spéciaux, ni comme des exilés puisque la raison de leur réinstallation n'était pas liée à une répression. Finalement, le 3 mars 1947, une directive fut signée par le ministre du MVD SN Kruglov qui permettait aux Coréens bannis d'obtenir des passeports. Ces passeports ne pouvaient toutefois être utilisés qu'en Asie centrale et non dans les zones frontalières. Le recensement de 1959 a dénombré 74 019 Coréens dans la RSS du Kazakhstan (0,8 % de la population) et 138 453 Coréens dans la RSS d'Ouzbékistan (1,7 % de la population). Entre 1959 et 1979, le nombre de Coréens a augmenté de 24 % au Kazakhstan, de 18 % en Ouzbékistan, de 299 % au Kirghizistan et de 373 % au Tadjikistan.

## Conséquences
Cet épisode à constitué un précédent pour les déportations ethniques soviétiques de nationalités entières qui ont eu lieu plus tard lors des transferts de population en Union soviétique pendant et après la Seconde Guerre mondiale, lorsque des millions de personnes appartenant à d'autres groupes ethniques ont été réinstallées. Les historiens et les universitaires modernes considèrent cette déportation comme un exemple de politique raciste en URSS,, et de nettoyage ethnique, caractéristique du stalinisme, ainsi que comme un crime contre l'humanité.
Les autorités japonaises déposèrent une plainte auprès de leur ambassade à Moscou en novembre 1937 après avoir entendu parler de ces réinstallations. Ils affirmaient que ces Coréens étaient des citoyens japonais, par extension de la Corée en tant que partie de l'empire du Japon, et que les Soviétiques n'étaient pas autorisés à les maltraiter. Les responsables soviétiques ont rejeté leur plainte, affirmant que les Coréens étaient des citoyens soviétiques.
Après la mort de Staline en 1953, Nikita Khrouchtchev a lancé un processus de déstalinisation, inversant de nombreuses politiques staliniennes. Khrouchtchev a condamné les déportations ethniques dans son discours secret de 1956 mais il n’a pas mentionné les Coréens déportés. En 1957 et 1958, les Coréens commencèrent à adresser des pétitions aux autorités soviétiques, exigeant une réhabilitation complète. Ce n'est qu'à partir du discours de Youri Andropov en octobre 1982, lors de son accession au poste de secrétaire général du Parti, que les Coréens soviétiques ont été mentionnés comme l'une des nationalités qui vivaient sans égalité de droits.
Les conséquences de la déportation pour les Coréens déportés comprenaient la perte de leur capacité et leur droit à retourner en Extrême-Orient ; la perte de toute connaissance de leur langue maternelle et la perte de toute connaissance de leurs traditions culturelles. Selon le recensement soviétique de 1970, entre 64 % et 74 % des Coréens soviétiques parlaient le coréen comme première langue, mais au début des années 2000, ce pourcentage était tombé à seulement 10 %.
Le 14 novembre 1989, le Conseil suprême de l'Union soviétique a déclaré que toutes les déportations de Staline étaient « illégales et criminelles ». Le Soviet suprême de la république socialiste fédérative soviétique de Russie, sous la présidence de Boris Eltsine, a emboîté le pas le 26 avril 1991 et a adopté la loi sur la réhabilitation des peuples réprimés, dont l'article 2 dénonce toutes les déportations massives comme étant « la politique de diffamation et de génocide de Staline ». Le 1er avril 1993, un décret a été publié par la fédération de Russie « sur la réhabilitation des Coréens soviétiques », reconnaissant que leur déportation était illégale et déclarant qu'ils pouvaient théoriquement retourner en Extrême-Orient.
Dans les années 2000, les membres des nouvelles générations ne parlaient plus coréen et 40 % de leurs mariages étaient mixtes. Les coréens post-soviétiques ont donc commencé à perdre leur cohésion culturelle. À la même époque, de jeunes Coréens se sont rendus dans l’Extrême-Orient russe pour explorer la possibilité de revenir dans cette région et d’en faire une zone coréenne autonome, mais les autorités russes et la population locale n’ont pas soutenu leurs efforts. Finalement, ils ont abandonné cette idée.
D'importantes institutions coréennes de toute l'Union soviétique se sont rassemblées au Kazakhstan, notamment le journal de langue coréenne Kore Ilbo, ainsi qu'un institut et un collège pédagogiques coréens, faisant du pays le centre de la vie intellectuelle coréenne en Union soviétique.
Certains Coréens d'origine sont devenus des personnalités ou des dirigeants importants en Union soviétique. Des dizaines de Coréens du Kazakhstan et d'Ouzbékistan ont été désignés héros du travail socialiste. Parmi eux se trouvent notamment Kim Pen-Hwa, président d'une ferme collective, Hwan Man-Kim, membre du Parti communiste ouzbek et Lyubov Li., agriculteur. Après l'invasion nazie de l'Union soviétique, de nombreux Coréens furent enrôlés dans l'Armée rouge et envoyés au front. L'un d'eux, le capitaine Alexandre Pavlovitch Min, a reçu le titre de héros de l'Union soviétique, la plus haute distinction du pays. Les Coréens ont été élus aux parlements de l'Union soviétique et des républiques d'Asie centrale et, dans les années 1970, le nombre de Coréens titulaires d'un diplôme universitaire était le double de celui de la population générale.
En 2013, selon le ministère coréen des Affaires étrangères, 176 411 Coréens vivaient en fédération de Russie, 173 832 Coréens vivaient en Ouzbékistan et 105 483 Coréens vivaient au Kazakhstan.

## Analyse contemporaine
Toutes les déportations de groupes ethniques entiers survenues sous le régime de Staline ont constitué un crime contre l'humanité selon l'historien russe Pavel Polian. Il a conclu que la véritable raison de la déportation était la politique de Staline visant à « nettoyer les frontières » des régions occidentales et orientales de l'URSS.
Selon l'universitaire coréen kazakh German Kim, Staline pourrait avoir eu l'intention d'opprimer les minorités ethniques qui auraient pu constituer une menace pour son système socialiste. Il visait aussi peut-être à consolider les régions frontalières avec la Chine et le Japon en uyilisant ces minorités comme monnaie d'échange politique. En outre, Kim souligne que la perte d'1,7 million de personnes dans la famine kazakhe de 1931-1933 et la fuite d'un million de personnes supplémentaires de cette république avaient provoqué une pénurie de main-d'œuvre dans cette région, et Staline aurait cherché à la compenser par la déportation d'autres ethnies. L'historien Jon K. Chang a écrit que les déportations soviétiques de Coréens (et d'autres diasporas, de peuples déportés comme les Allemands, les Finlandais, les Grecs et bien d'autres) illustraient le fait que le nationalisme russe et les visions essentialisées de la race, c'est-à-dire le primordialisme, étaient tous deux entièrement hérités de l'ère tsariste . Ces tropes et préjugés soviétiques ont été transformés en un « péril jaune » soviétique résolument non marxiste que les Coréens (et les Chinois) symbolisaient. La prévalence du racisme résidait dans le fait que les Slaves, certains Juifs, les Arméniens et les membres d'autres groupes ethniques pouvaient être jugés entièrement ou individuellement en fonction de la classe à laquelle ils appartenaient, alors que les Coréens ne le pouvaient pas. Les Coréens ne pouvaient pas se faire passer pour des Slaves (comme Bronstein se faisant passer pour Trotsky) autrement que par le mariage. La chercheuse Vera Tolz de l'université de Manchester a considéré cette déportation de civils coréens comme un exemple de politique raciste en URSS. Terry Martin, professeur d’études russes, a qualifié cet événement d’acte de nettoyage ethnique sans parti pris ethnique. Alexander Kim, professeur associé à l'Académie d'agriculture d'État de Primorye, est du même avis et, selon son évaluation, les Coréens soviétiques ont été les premières victimes de la répression et de la persécution ethniques en Union soviétique, ce qui constituait une violation de l'engagement de l'État en faveur de l'égalité de tous les peuples. Farid Shafiyev, président du Centre d'analyse des relations internationales basé à Bakou, estime que la politique soviétique a toujours été la russification des régions frontalières, en particulier des périphéries asiatiques.

### Historiographie
Cette déportation est regardée par les historiens et les universitaires modernes comme un exemple de politique raciste qui existait en URSS et ils la considèrent également comme un acte de nettoyage ethnique,,. Néanmoins, la théorie dominante parmi les historiens de la Russie et de l'URSS était et reste celle de Terry Martin, de Harvard, et de sa théorie de la « xénophobie soviétique ». Cette théorie est fondée sur la conviction que l'Union soviétique a procédé à un nettoyage ethnique des peuples frontaliers de l'URSS de 1937 à 1951 (y compris les peuples du Caucase et les peuples de Crimée) afin d'éliminer les nationalités soviétiques dont les allégeances politiques étaient prétendument suspectes ou hostiles au socialisme soviétique . Dans cette optique, l'URSS n'a pas pratiqué d'animosité ou de discrimination ethnique négative directe (« Dans aucun des cas, l'État soviétique lui-même n'a conçu ces déportations comme étant ethniques. »). La première considération était l’idéologie politique de tous les peuples soviétiques. Les diverses déportations des populations frontalières soviétiques n'étaient que le « point culminant d'un passage progressif d'une terreur essentiellement basée sur la classe » qui a commencé pendant la collectivisation (1932-1933) à une terreur basée sur la « nationalité/ethnie » (1937). Les déportations des nationalités. toujours selon Martin, étaient « idéologiques et non ethniques. Elles étaient motivées par une haine idéologique et une suspicion envers les gouvernements capitalistes étrangers, et non par une haine nationale envers les non-Russes. » Sa théorie intitulée « xénophobie soviétique » dépeint les pratiques concernant la politique, l'éducation et la société soviétique de l'URSS et du régime stalinien comme relevant d'un socialisme et de pratiques marxistes relativement purs. Plusieurs des principaux historiens de l’URSS ont soutenu ce point de vue, notamment ceux des études russes et même coréennes. Au cours de son travail dans les archives, Alyssa Park a trouvé très peu de preuves que les Coréens avaient prouvé ou étaient capables de prouver leur loyauté au-delà de l'ombre d'un doute, ce qui a rendu « nécessaire » leur déportation des zones frontalières.
En revanche, J. Otto Pohl et Jon K. Chang font valoir le point de vue que l'Union soviétique, ses dirigeants et ses citoyens ordinaires ont produit et transmis des opinions, des politiques et des tropes racialisés (primordiaux) concernant leurs peuples non slaves qui existaient depuis l'époque tsariste,,. Norman M. Naimark pensait que les « déportations de nationalités » staliniennes étaient des formes de génocide national-culturel. À tout le moins, les déportations ont changé les cultures, les modes de vie et les visions du monde des peuples déportés, car la majorité d’entre eux ont été envoyés en Asie centrale soviétique et en Sibérie.
Le terme « primordialisme » n’est qu’une autre façon de dire chauvinisme ethnique ou racisme. Les peuples ou groupes ethniques « primordiaux » sont en effet considérés comme possédant des traits et des caractéristiques « permanents », qu’ils transmettent d’une génération à l’autre. Chang et Martin sont de l'opinion que le régime stalinien a pris un tournant vers la primordialisation de la nationalité dans les années 1930,. À la suite de ce « tournant primordialiste », les Grecs, les Finlandais, les Polonais, les Chinois, les Coréens, les Allemands, les Tatars de Crimée et d'autres peuples déportés soviétiques ont tous été considérés comme étant loyaux envers leurs nations « titulaires » (ou ils étaient considérés comme étant loyaux envers des régimes politiques non soviétiques) parce que dans les années 1930, l'État soviétique considérait la nationalité (ethnicité) et la loyauté politique (idéologie) comme des équivalents primordiaux. Il n’est donc pas surprenant que le régime ait eu recours à la « déportation ».
Selon Martin, le régime soviétique ne déportait pas les différents peuples de la diaspora en raison de leur nationalité. La nationalité (ethnicité ou phénotype) servait plutôt de référent ou de signifiant à l’idéologie politique des peuples déportés,. L'argument d'Amir Weiner est similaire à celui de Martin, en remplaçant la « xénophobie » par « identité territoriale »,. D'un point de vue sémantique, l'argument de la « xénophobie soviétique » n'est pas non plus valable. La xénophobie se définit comme la peur de l’invasion ou de la perte de territoire et d’influence des autochtones par les étrangers. Les « Russes » et autres Slaves de l’Est arrivent sur le territoire des indigènes (peuples déportés). Ces minorités nationales soviétiques i n’étaient pas des éléments étrangers. L'Empire russe n'était pas l'État, le système politique ou le gouvernement « indigène » de l'Extrême-Orient russe, du Caucase et de nombreuses autres régions des peuples déportés. Koguryo suivi de Parhae /Balhae/Bohai furent les premiers États de l'Extrême-Orient russe.,. John J. Stephan a qualifié « l'effacement » de l'histoire chinoise et coréenne (formation de l'État, contributions culturelles, peuples) dans la région par l'URSS et la Russie de « genèse intentionnelle d'un espace vide ».
Tous les ordres staliniens de « déportation totale » des treize nationalités (de 1937 à 1951) énumèrent chacun des peuples par ethnie ainsi que par une accusation de trahison. Selon la loi soviétique, la culpabilité ou l'innocence d'une personne pour trahison devait être déterminée individuellement et également établie par un tribunal avant la condamnation (conformément à la Constitution de 1936). Enfin, à l’autre extrémité du spectre « primordial », les Slaves de l’Est (Russes, Ukrainiens, Biélorusses) étaient intrinsèquement considérés comme étant plus loyaux et plus représentatifs du peuple soviétique. Selon Chang, il s’agit d’une déviation par rapport au socialisme et au marxisme-léninisme.

## Relation avec la Corée du Sud contemporaine
Plusieurs Coréens d'Asie centrale se sont rendus en Corée du Sud à la suite de la dissolution de l'Union soviétique pour rendre visite à leurs parents éloignés, mais la plupart d'entre eux ont invoqué des différences culturelles pour refuser de s'y installer définitivement, et il n'y a jamais eu de mouvement majeur pour le rapatriement des Coréens soviétiques.
Des missionnaires de Corée du Sud se sont rendus en Asie centrale et en Russie pour enseigner gratuitement la langue coréenne dans les écoles et les universités qui s'y trouvent. La musique K-pop a inspiré une nouvelle génération de Coréens d'Asie centrale à apprendre le coréen. Les films et les drames coréens étaient populaires en Ouzbékistan dans les années 2000, en particulier parmi la population coréenne locale. En raison des hostilités envers les non-musulmans dans l'Ouzbékistan indépendant, certains Coréens locaux ont émigré en Corée du Sud. Le chiffre d'affaires bilatéral entre le Kazakhstan et la Corée s'élevait à 505,6 millions de dollars en 2009. En 2014, la ville de Séoul a créé le parc de Séoul à Tachkent dans le but de forger des liens culturels entre la Corée du Sud et l'Ouzbékistan. En juillet 2017, à l’occasion du 80e anniversaire de la déportation, les autorités de Tachkent ont inauguré un monument aux victimes coréennes. La cérémonie s'est déroulée en présence du maire de Séoul , Park Won-soon.